# 1. deild Wysp Owczych (2008)
W roku 2008 odbyła się 65. edycja 1. deild Wysp Owczych – drugiej ligi piłki nożnej Wysp Owczych. W rozgrywkach brało udział 10 klubów z całego archipelagu. Kluby z pierwszego i drugiego miejsca awansowały do Formuladeildin, a w tym sezonie były to 07 Vestur oraz AB Argir. Drużyny z dwóch ostatnich miejsc (KÍ II Klaksvík oraz EB/Streymur II) automatycznie spadały do ligi trzeciej.

## Uczestnicy
| Uczestnicy 1. deild Wysp Owczych 2007                                                                         | Uczestnicy 1. deild Wysp Owczych 2007 | Uczestnicy 1. deild Wysp Owczych 2007 | Uczestnicy 1. deild Wysp Owczych 2007 |
| --- | ------------------------------------- | ------------------------------------- | ------------------------------------- |
| TB | TB Tvøroyri                           | 4                                     |                                       |
| NSÍII | NSÍ II Runavík                        | 6                                     |                                       |
| HBII | HB II Tórshavn                        | 7                                     |                                       |
| KÍII | KÍ II Klaksvík                        | 9                                     |                                       |
| Nowi uczestnicy                                                                                               |                                       |                                       |                                       |
| 07V | 07 Vestur                             |                                       |                                       |
| VÍKII | Víkingur II Gøta                      |                                       |                                       |
| Spadek z Formuladeildin 2007                                                                                  |                                       |                                       |                                       |
| AB | AB Argir                              | 9                                     |                                       |
| VBS | VB/Sumba                              | 10                                    |                                       |
| Awans z 2. deild Wysp Owczych 2007                                                                            |                                       |                                       |                                       |
| B68 II | B68 II Toftir                         | 1                                     |                                       |
| EBSII | EB/Streymur II                        | 3                                     |                                       |
| Oznaczenia: - kolumna pierwsza – skróty nazw drużyn, - kolumna trzecia – miejsce zajęte w poprzednim sezonie. |                                       |                                       |                                       |

## Tabela ligowa
| Lp. | Drużyna            | M  | Z  | R | P  | Bramki | Bramki | Różn. | Pkt | Uwagi                    |
| --- | ------------------ | -- | -- | - | -- | ------ | ------ | ----- | --- | ------------------------ |
| 1   | 07 Vestur (M) (A)  | 27 | 21 | 2 | 4  | 114    | 34     | +80   | 65  | Awans do Vodafonedeildin |
| 2   | AB Argir (A)       | 27 | 21 | 1 | 5  | 98     | 32     | +66   | 64  | Awans do Vodafonedeildin |
| 3   | VB/Sumba           | 27 | 19 | 2 | 6  | 63     | 28     | +35   | 59  |                          |
| 4   | TB Tvøroyri        | 27 | 17 | 4 | 6  | 62     | 22     | +40   | 55  |                          |
| 5   | Víkingur II Gøta   | 27 | 9  | 3 | 15 | 36     | 73     | −37   | 30  |                          |
| 6   | NSÍ II Runavík     | 27 | 7  | 5 | 15 | 49     | 74     | −25   | 26  |                          |
| 7   | B68 II Toftir      | 27 | 7  | 4 | 16 | 49     | 65     | −16   | 25  |                          |
| 8   | HB II Tórshavn     | 27 | 5  | 9 | 13 | 30     | 57     | −27   | 24  |                          |
| 9   | EB/Streymur II (S) | 27 | 6  | 2 | 19 | 28     | 91     | −63   | 20  | Spadek do 2. deild       |
| 10  | KÍ II Klaksvík (S) | 27 | 5  | 4 | 18 | 33     | 86     | −53   | 19  | Spadek do 2. deild       |